# Molaridad

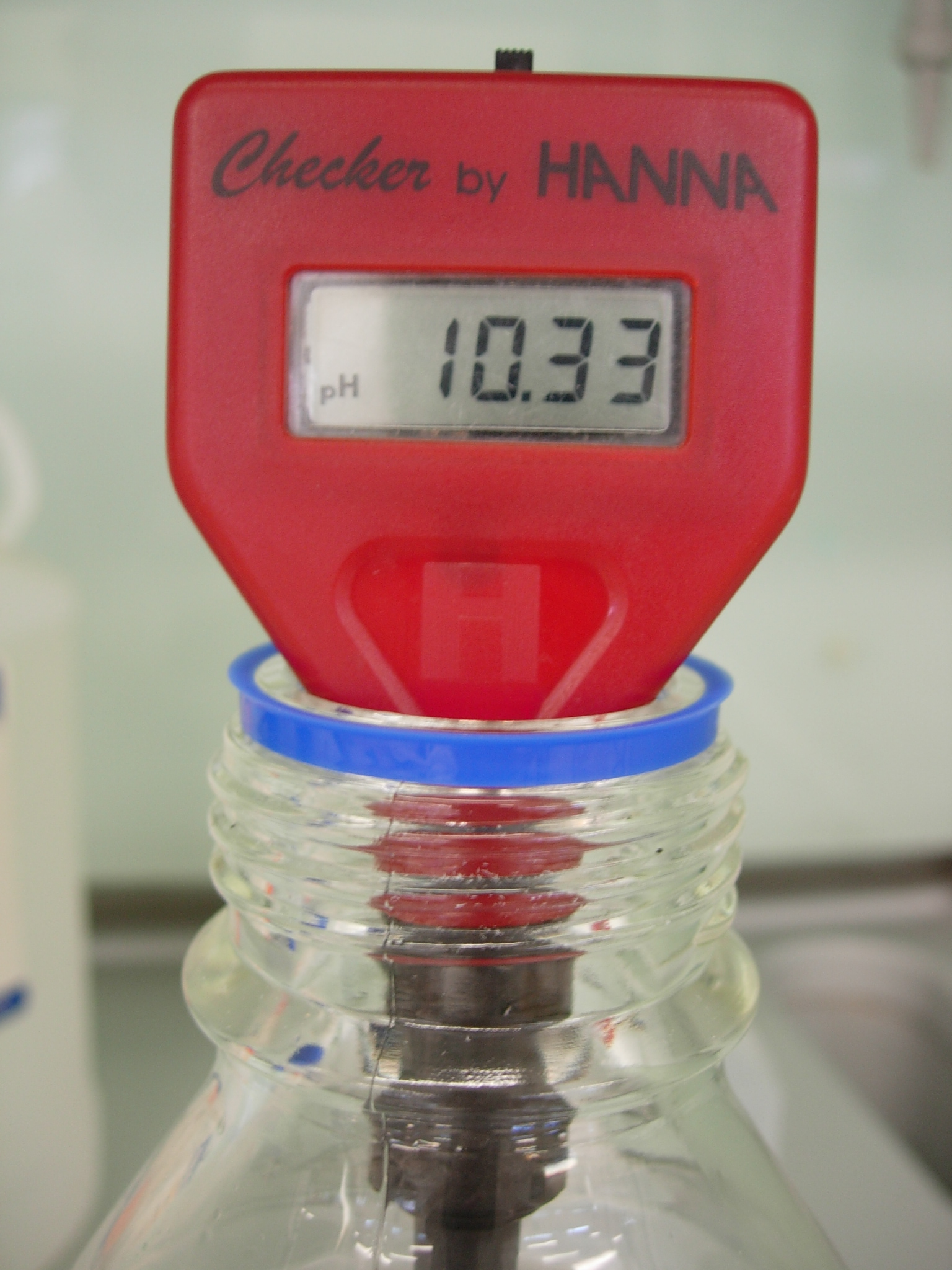
El pH-metro mide el pH de una solución, es decir, la concentración de iones H⁺ expresada en una escala logarítmica negativa.

## Concentración molar (Molaridad)
La concentración  o molaridad, representada por la letra M, se define como la cantidad de  soluto (expresada en moles) por litro de disolución, o por unidad de volumen  disponible de las especies:
{\displaystyle M={\frac {n}{V}}={\frac {m}{PM}}{\frac {1}{V}}}
Donde n es la cantidad de soluto en moles, m es la masa  de soluto expresada en gramos, PM es la masa molar expresada en g/mol, y  V el volumen en litros de la disolución.

## Unidades
Las unidades SI para la concentración molar son mol/m3 (Milimolar). Sin embargo, la mayor parte de la literatura química utiliza tradicionalmente el mol/dm3, o mol. dm-3, que es lo mismo que mol/L. Esta unidad tradicional se expresa a menudo por la M (mayúscula) (pronunciada molar), precedida a veces por un prefijo del SI, como en:
 1 mol/m3 = 10-3 mol/dm3 = 10-3 mol/L = 10-3M = 1 mM.
Nota: es útil recordar que los términos "milimolar" (mM) y "micromolar" (μM) se refieren a 10-3 mol/L y 10-6 mol/L, respectivamente.
| Nombre     | Abreviatura | Concentración                           |
| ---------- | ----------- | --------------------------------------- |
| Milimolar  | mM          | 10-3 molar                              |
| Micromolar | μM          | 10-6 molar                              |
| Nanomolar  | nM          | 10-9 molar                              |
| Picomolar  | pM          | 10-12 molar                             |
| Femtomolar | fM          | 10-15 molar                             |
| Attomolar  | aM          | 10-18 molar                             |
| Zeptomolar | zM          | 10-21 molar                             |
| Yoctomolar | yM          | 10-24 molar (1 molécula por 1.6 litros) |